# City Nord
För andra betydelser, se City Nord (olika betydelser).

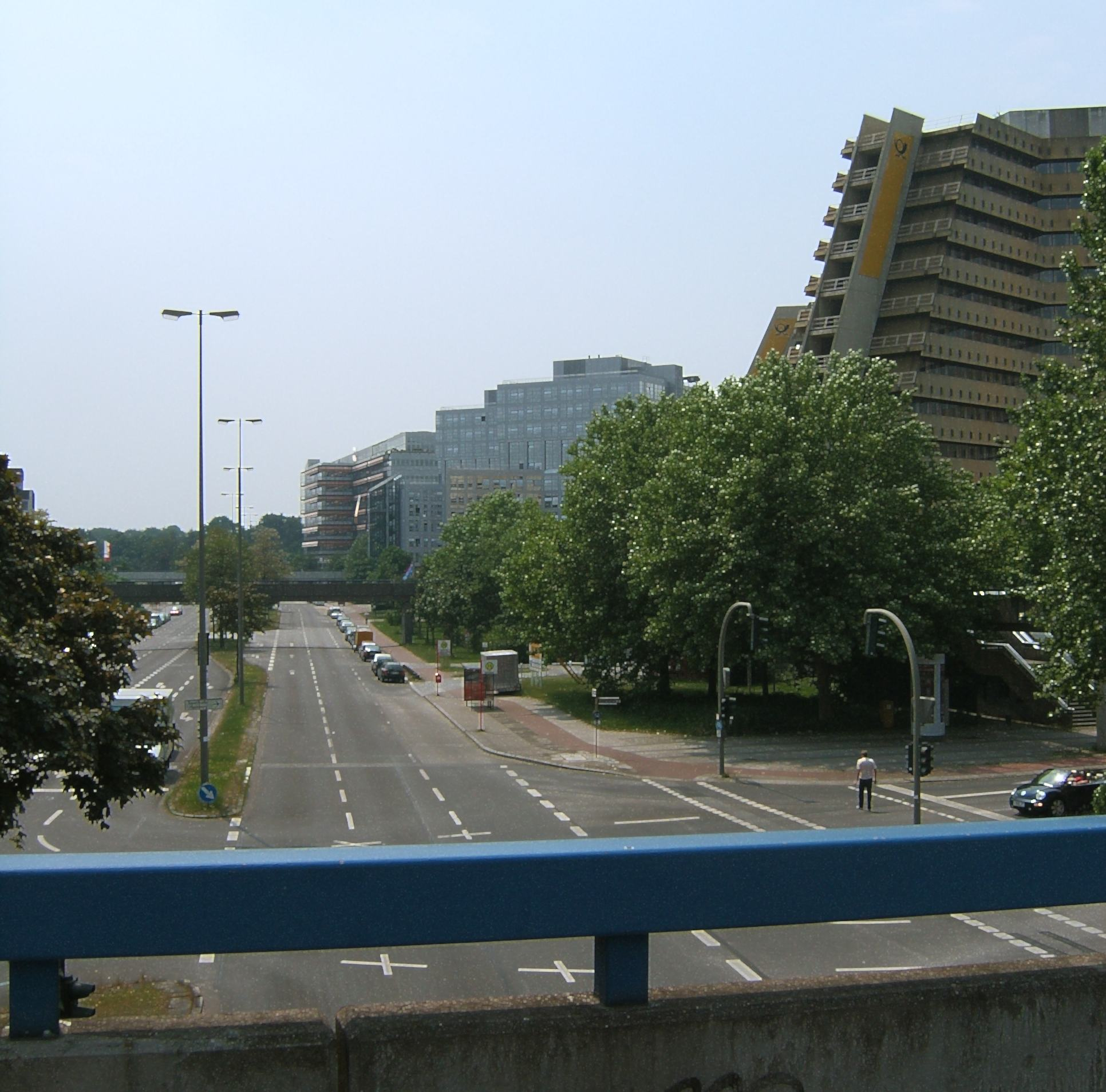

City Nord är en kontorsstadsdel i Hamburg i stadsdelen Winterhude, stadsdelsområdet Hamburg-Nord, som började byggas under 1960-talet. City Nord har tydliga drag av samtida amerikanska kontorsområden men även av de ideal Le Corbusier utarbetade med Atenskriften (Charte d'Athènes). City Nord byggdes för att möta de krav företag ställde på nya kontor samtidigt som man mötte platsbristen i innerstaden. De för sin tid typiska kontorslandskapen och stora byggnader har senare kompletterats av nya byggnader och delar av den äldre bebyggelsen har rivits, bland annat BP:s huvudkontor.

## Historia
Under 1960-talet var Hamburg till stora delar återuppbyggt samtidigt som tiden ställde nya krav. I Hamburgs innerstad fanns inte längre plats för nya kontorsbyggnader. Vid hamnen hade höghus redan byggts för speditions- och rederiföretag men behovet var fortsatt stort. Hamburgs stad ville inte heller bygga om i närliggande områden som Harvestehude/Rotherbaum, Uhlenhorst och Palmaille. Lösningen blev City Nord i Winterhude. Förebilden för konceptet fick Hamburgs stadsbyggnadsdirektör Werner Hebebrand under ett besök i New York 1958 där han fick se en commercial park, en kontorsstadsdel byggd främst för förvaltningar och storkoncerner. Norr om stadsparken i Winterhude hade staden ett område som kunde användas och planeringen tog vid 1959. Beslut om att genomföra projektet Bürostadt im Grünen togs i augusti 1959 och presenterades på CIAM-kongressen i Otterloo samma år. 1961 följde beslutet att ge gatorna namn efter hamnstäder i andra världsdelar.
City Nord är typisk för sin tid kopplad till Le Corbusiers idéer om den moderna staden och stadsbyggnadsutvecklingen i Nordamerikas storstäder. City Nord är samtida med Brasilia och La Défense. Den bygger på samma idéer med trafikseparering och en stad byggd för bilism. Det är också en stadsdel som enbart består av kontor enligt Le Corbusiers ideal om den sektorsseparerade staden. Samtidigt har området stora grönytor vilket var ett krav som ställdes för att skapa "en kontorsstad i det gröna". Den första delen av området färdigställdes 1974 då den centrala zonen stod klar. 

### Byggnader
I området byggde bland andra oljebolag (Shell, Esso (idag ExxonMobil), ConocoPhillips och Deutsche BP AG) och andra internationella storföretag som till exempel IBM tillsammans med försäkringsjättar (Signal Iduna, Hamburg Mannheimer) och Hamburgs stad (bl.a. domstolar). Västtyska staten genom bland andra Deutsche Post uppförde även byggnader. Shellhuset som byggdes för Shells tyska dotterbolag ritades av Gerkan, Marg & Partner genom Meinhard von Gerkan och byggdes 1971–1974. För HEW byggdes ett nytt huvudkontor i form av ett skivhus som ritades av Arne Jacobsen och som idag inrymmer Vattenfalls Hamburgkontor. 
Den nu rivna kontorsbyggnaden för BP ritades av Friedrich Wilhelm Kraemer på Kraemer, Sieverts & Partner (KSP) som vann arkitekturtävlingen i konkurrens med Alvar Aalto och Hans Scharoun. Byggnaden uppfördes 1968–1971. Byggnaden blev stilbildade genom att sammanfoga delar formade som hexagoner till ett kontorskomplex och byggnaden bildade genom sin form det kemiska tecknet för bensen. 1972–1974 följde uppförandet av Edekas huvudkontor som ritades av Wolske und Erler med förebilder i den japanska arkitekturen.

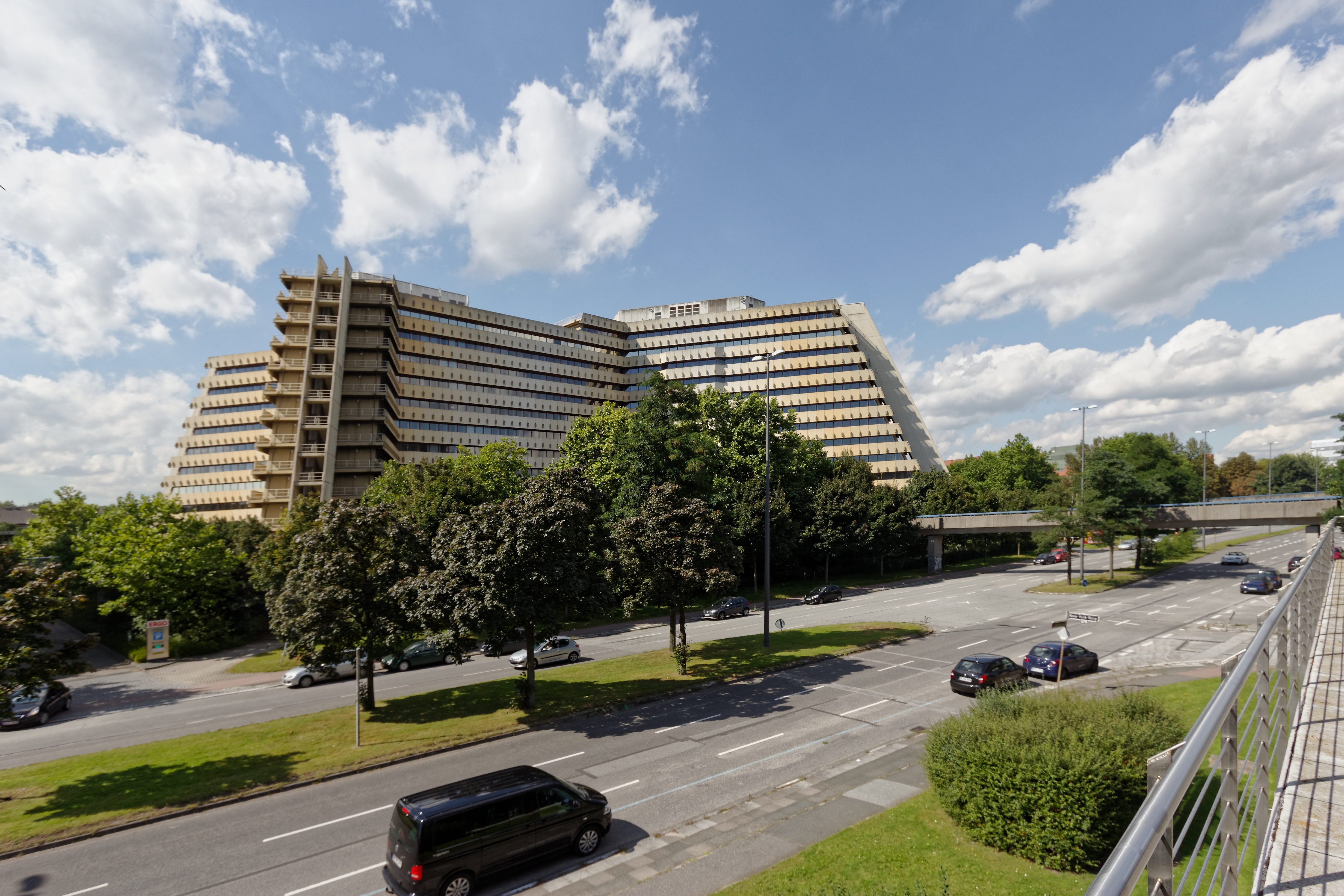
Oberpostdirektion
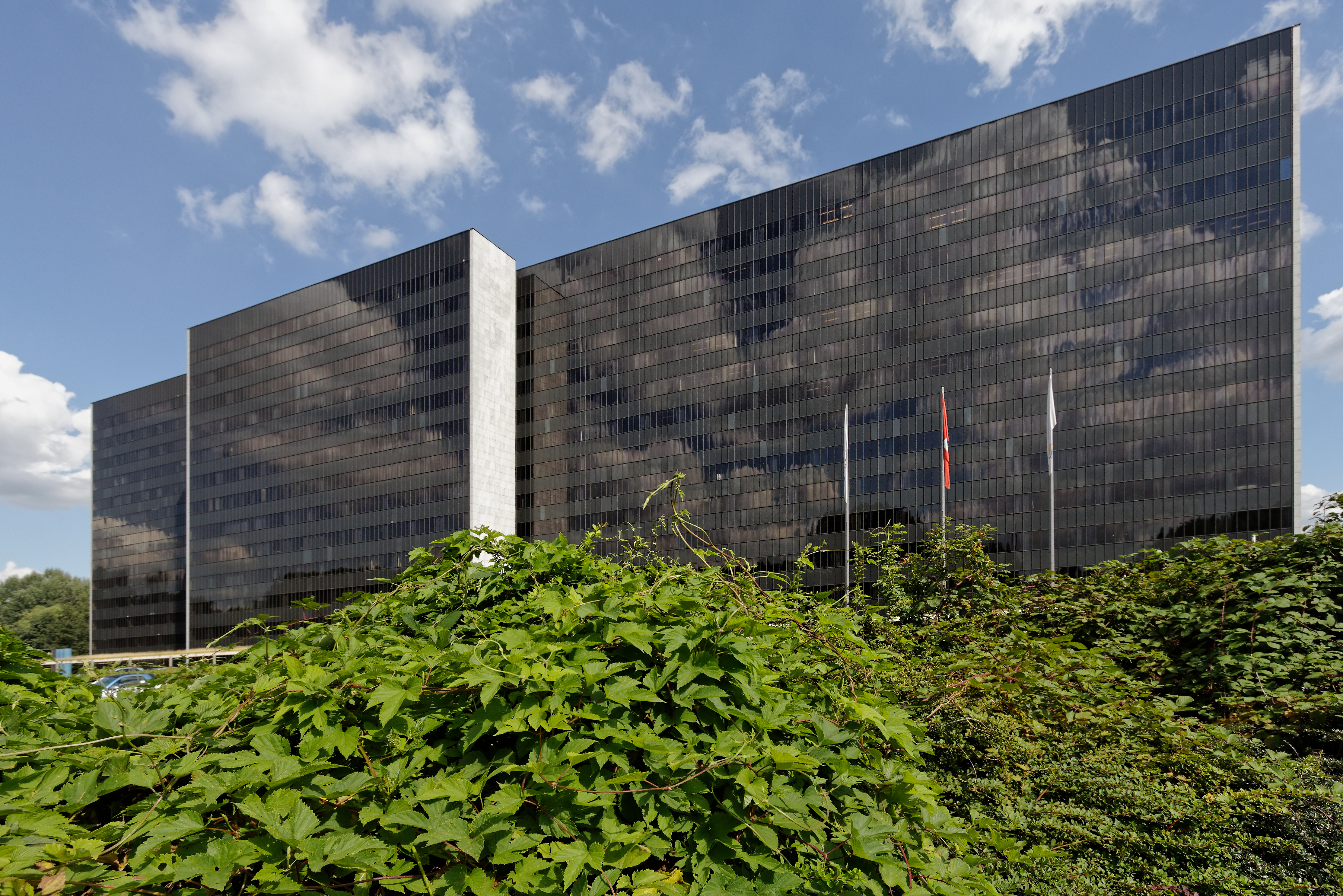
Vattenfalls kontor
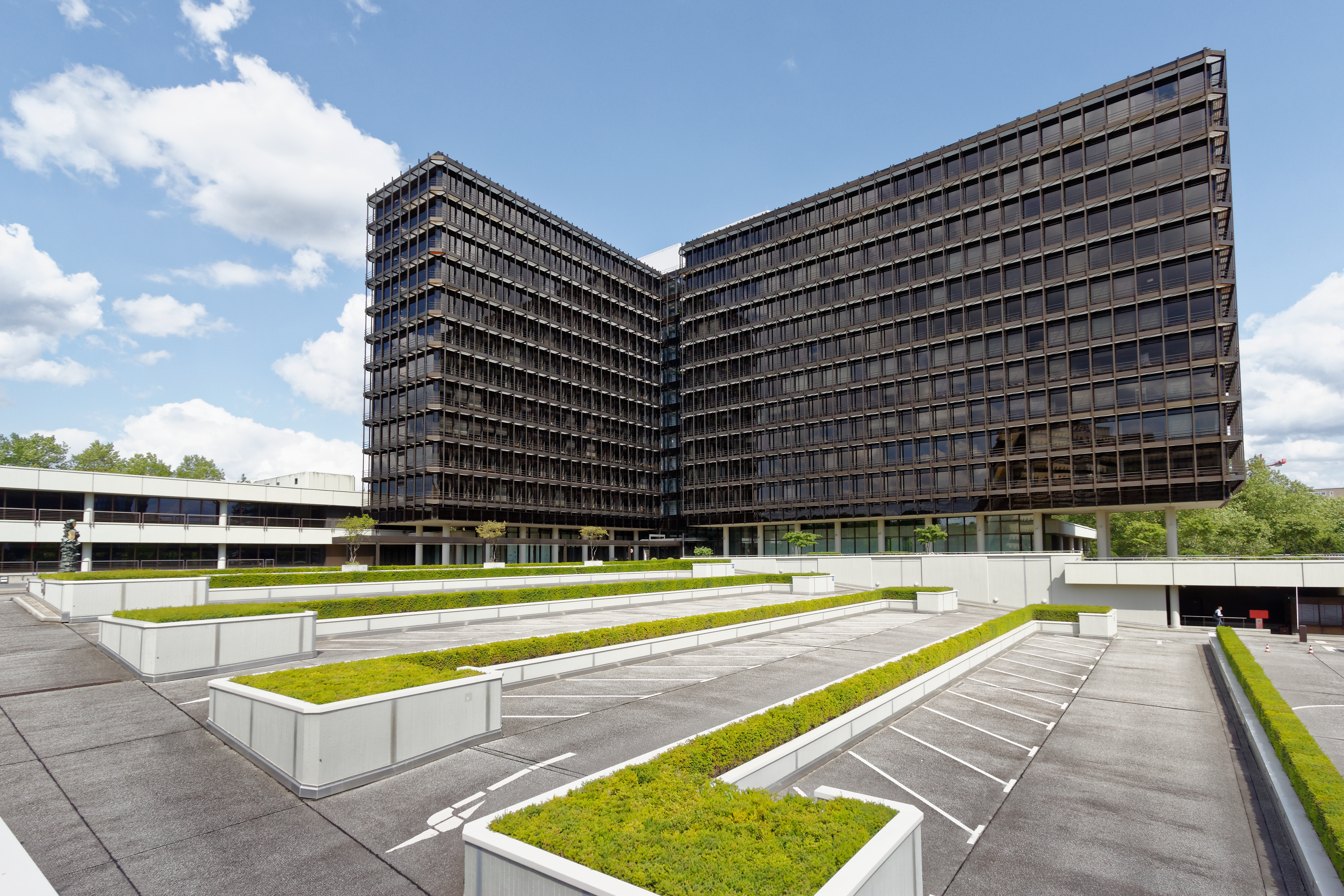
Shellhaus
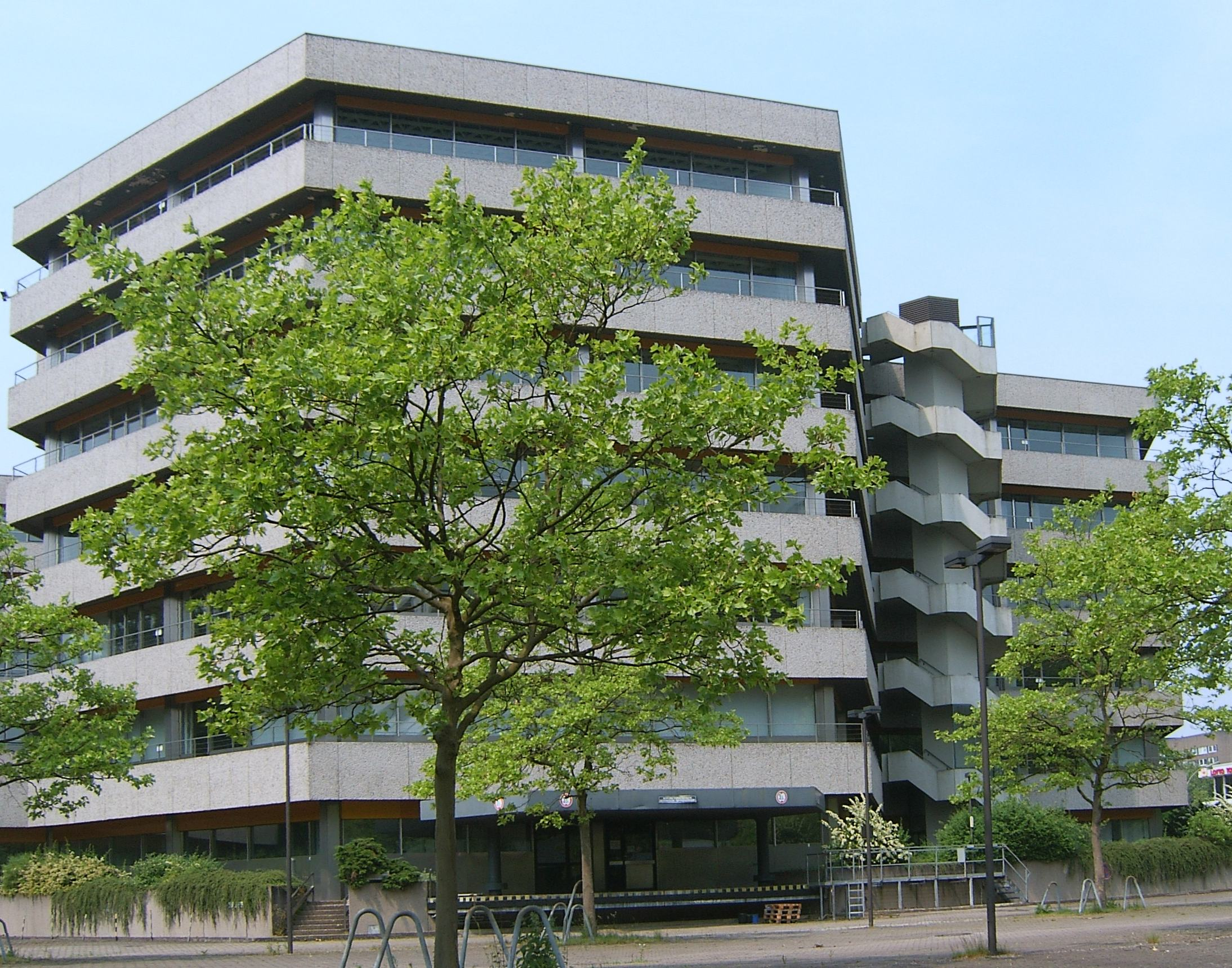
BP-huset (rivet)

### Rivningar och nybyggnationer
Genom åren har byggnaders funktioner ändrats. Flera av husen som byggdes för koncerner har fått nya ägare och är idag kontorshus där många bolag och organisationer inryms. Essohuset inrymmer idag Allianz Hamburgkontor och Shellhuset bland annat Kriminalpolisen i Hamburgs kontor. På tomten där BP:s huvudkontor tidigare låg som revs 2015 kommer Holiday Inn att uppföra en skyskrapa och Deutsche Telekom uppför ett nytt kontorskomplex. Tyska postens komplex, Oberpostdirektion, är ett exempel på brutalistisk arkitektur. Byggnaden har förfallit och kommer att rivas under 2017. I andra fall har fasaderna ändrats som till exempel i Tchibohuset. Edekahuset har behållit sin exteriör men interiören har ändrats.